# Symplectoscyphus commensalis
Symplectoscyphus commensalis är en nässeldjursart som beskrevs av Vervoort 1993. Symplectoscyphus commensalis ingår i släktet Symplectoscyphus och familjen Sertulariidae. Inga underarter finns listade i Catalogue of Life.